# Голиков Володимир Миколайович
Володимир Голиков (рос. Владимир Голиков, нар. 20 червня 1954, Пенза) — радянський хокеїст, що грав на позиції центрального нападника. Грав за збірну команду СРСР.

## Ігрова кар'єра
Молодший брат Олександра Голикова. Вихованець пензенської хокейної школи «Труд».
Професійну хокейну кар'єру розпочав 1971 року виступами за клуб «Дизель» (Пенза).
З 1973 по 1977, виступав за «Хімік» (Воскресенськ).
З 1977 по 1985, захищав кольори команди «Динамо» (Москва).
Загалом в чемпіонатах СРСР провів 435 матчів, закинув 172 шайби.
Виступав за збірну СРСР, провів 50 матчів, закинув 21 шайбу.

## Досягнення
У складі збірної СРСР:
Зимові Олімпійські ігри
- Срібний призер: 1980 (Лейк-Плесід)

Чемпіонат світу
- Чемпіон (4): 1978, 1979, 1981, 1982
- Срібний призер: 1976

Чемпіонат Європи
- Чемпіон (4): 1978, 1979, 1981, 1982
- Срібний призер: 1976

Кубок Канади
- Володар Кубка Канади: 1981

У складі «Динамо» (Москва):
Чемпіонат СРСР
- Срібний призер (3): 1978, 1979, 1980
- Бронзовий призер (3): 1981, 1982, 1983